# José Gonçalves Heleno
Dom José Gonçalves Heleno (Cipotânea, 3 de novembro de 1927 – Caratinga, 1 de setembro de 2021) foi um bispo católico brasileiro. Filho de José Francisco Heleno e Maria Francisca de Almeida, era irmão de dom Hélio Gonçalves Heleno. Fez seus estudos em sua terra natal e no Seminário Menor de Mariana. Cursou Filosofia e Teologia no Seminário Maior São José, também em Mariana, e foi ordenado presbítero em 30 de novembro de 1952.

## Episcopado
Em julho de 1976 foi nomeado bispo coadjutor de Governador Valadares. Foi ordenado bispo desse mesmo ano por Dom Oscar de Oliveira, então arcebispo de Mariana. Em dezembro do ano seguinte, tornou-se o segundo bispo daquela diocese, sucedendo a Dom Hermínio Malzone Hugo. Desde abril de 2001 é bispo emérito daquela diocese.

## Ordenações Episcopais
Dom José Gonçalves Heleno ordenou bispo:
- Dom Emanuel Messias de Oliveira

Concelebrou a ordenação de:
- Dom Hélio Gonçalves Heleno
- Antônio Eliseu Zuqueto, O.F.M.Cap.

## Morte
Em 1 de setembro de 2021, Heleno morreu no município de Caratinga, no interior de Minas Gerais, aos 93 anos. A causa da morte não foi divulgada. Seu corpo foi sepultado ao lado de seu irmão, Dom Hélio Gonçalves Heleno.